# Kemal Alomerović
Kemal Alomerović (Skopje, 6 dicembre 1980) è un ex calciatore macedone, di ruolo centrocampista.

## Carriera
Tra il 2002 ed il 2008 milita in vari club del campionato macedone, con l'eccezione della stagione 2005-2006, trascorsa al Marek Dupnica in Bulgaria; nel 2008 si trasferisce allo Zalaegerszegi, con la cui maglia colleziona 21 presenze nel campionato ungherese 2008-2009, mettendo a segno 2 gol. A fine stagione torna in patria, allo Sloga Jugomagnat, con cui realizza una rete in 8 presenze nella prima divisione macedone per poi passare a stagione in corso agli albanesi del Bylis Ballsh. Nella stagione 2010-2011 arriva a stagione in corso allo Škendija, dove contribuisce con 2 reti in 15 presenze alla vittoria del campionato macedone; torna nel club nella seconda parte della stagione 2011-2012 dopo una parentesi di sei mesi al Dacia Chișinău, con cui segna un gol in 9 presenze nella prima divisione moldava. A fine stagione passa quindi al Metalurg Skopje, con cui nella stagione 2012-2013 totalizza 23 presenze e 2 reti nella prima divisione macedone e con cui esordisce nelle competizioni UEFA per club, disputando 4 incontri nei turni preliminari di UEFA Europa League 2012-2013, a cui aggiunge un'ulteriore presenza anche nei preliminari dell'edizione successiva della medesima manifestazione. Nel 2016 gioca poi un'ulteriore partita (la sua sessantunesima in carriera) nella prima divisione macedone, con la maglia del Pobeda.

## Palmarès

### Club

#### Competizioni nazionali
- Campionato macedone: 1

Škendija: 2010-2011